# طاهر (فلم)
طاهر (بالإنجليزية: Immaculate) هو فيلم رعب نفسي أمريكي لعام 2024 من إخراج مايكل موهان وتأليف أندرو لوبيل. وبطولة سيدني سويني.

## القصة
يُعرض على امرأة متدينة تدعى سيسيليا دورًا في دير شهير في الريف الإيطالي. وسرعان ما تكتشف أن منزلها الجديد الذي يبدو مثاليًا، يحمل أسرارًا مرعبة.

## الممثلون
- سيدني سويني بدور: سيسيليا
- ألفارو مورتي
- بينيديتا بوركارولي
- دورا رومانو
- جورجيو كولانغيلي
- سيمونا تاباسكو

## الإنتاج
تم التصوير الرئيسي في روما، وانتهى بحلول شباط/فبراير 2023.

## روابط خارجية
- مقالات تستعمل روابط فنية بلا صلة مع ويكي بيانات